# ميليسا سكوت
ميليسا سكوت (بالإنجليزية: Melissa Scott)‏‏ (1960 في ليتل روك، أركنساس - ) مؤلفة، وروائية، وكاتِبة، وكاتبة خيال علمي من الولايات المتحدة.

## الجوائز
- جائزة لامدا الأدبية
- جائزة جون كامبل جورج لأفضل كاتب جديد  [لغات أخرى]‏